# Maxbo Bianchi/Saison 2007
Mannschaft und Erfolge des Teams Maxbo Bianchi in der Saison 2007.

## Erfolge

### Erfolge in der UCI Europe Tour
In den Rennen der Saison 2007 der UCI Europe Tour gelangen die nachstehenden Erfolge.
| Datum           | Rennen                                          | Sieger               |
| --------------- | ----------------------------------------------- | -------------------- |
| 15. März        | Prolog Istrian Spring Trophy                    | Edvald Boasson Hagen |
| 15.–18. März    | Gesamtwertung Istrian Spring Trophy             | Edvald Boasson Hagen |
| 1. April        | 7. Etappe Normandie-Rundfahrt                   | Edvald Boasson Hagen |
| 21. April       | 3. Etappe Rhône-Alpes Isère Tour                | Gabriel Rasch        |
| 19.–22. April   | Gesamtwertung Rhône-Alpes Isère Tour            | Gabriel Rasch        |
| 26. April       | 1. Etappe Tour de Bretagne                      | Edvald Boasson Hagen |
| 1. Mai          | 6. Etappe Tour de Bretagne                      | Edvald Boasson Hagen |
| 30. Mai         | 1. Etappe Ringerike Grand Prix                  | Edvald Boasson Hagen |
| 31. Mai         | 2. Etappe Ringerike Grand Prix                  | Edvald Boasson Hagen |
| 1. Juni         | 3. Etappe Ringerike Grand Prix                  | Edvald Boasson Hagen |
| 3. Juni         | 5. Etappe Ringerike Grand Prix                  | Edvald Boasson Hagen |
| 30. Mai–3. Juni | Gesamtwertung Ringerike Grand Prix              | Edvald Boasson Hagen |
| 24. Juni        | Norwegische Meisterschaft – Straßenrennen (U23) | Fredrik Wilmann      |
| 29. Juni        | Norwegische Meisterschaft – Einzelzeitfahren    | Edvald Boasson Hagen |
| 1. Juli         | Norwegische Meisterschaft – Straßenrennen       | Alexander Kristoff   |
| 8. August       | 1. Etappe Paris–Corrèze                         | Edvald Boasson Hagen |
| 9. August       | 2. Etappe Paris–Corrèze                         | Edvald Boasson Hagen |
| 8.–9. August    | Gesamtwertung Paris–Corrèze                     | Edvald Boasson Hagen |
| 25. August      | 4. Etappe Irland-Rundfahrt                      | Edvald Boasson Hagen |

## Mannschaft

### Kader
| Name                 | Geburtstag       | Nationalität |
| -------------------- | ---------------- | ------------ |
| Edvald Boasson Hagen | 17. Mai 1987     | Norwegen     |
| Joachim Bøhler       | 19. Juli 1980    | Norwegen     |
| Alexander Kristoff   | 5. Juli 1987     | Norwegen     |
| Lars Petter Nordhaug | 14. Mai 1984     | Norwegen     |
| Gabriel Rasch        | 8. April 1976    | Norwegen     |
| Stian Sommerseth     | 24. Mai 1985     | Norwegen     |
| Sten Stenersen       | 15. August 1988  | Norwegen     |
| Svein Erik Vold      | 31. Oktober 1985 | Norwegen     |
| Fredrik Wilmann      | 17. Juli 1985    | Norwegen     |

### Zugänge – Abgänge
| Zugänge            | Team 2006        | Abgänge           | Team 2007 |
| ------------------ | ---------------- | ----------------- | --------- |
| Alexander Kristoff | Glud & Marstrand | Christopher Myhre | Unbekannt |
| Sten Stenersen     | Neoprofi         | Leonard Snoeks    | Unbekannt |